# Campionati statunitensi di sci alpino 1962
I Campionati statunitensi di sci alpino 1962 si disputarono nel mese di marzo a Solitude; furono assegnati i titoli di discesa libera, slalom gigante, slalom speciale e combinata, sia maschili sia femminili.

## Risultati

### Uomini

#### Discesa libera
| Pos. | Atleta       | Nazione     |
| ---- | ------------ | ----------- |
| 1    | Dave Gorsuch | Stati Uniti |
| 2    | Bill Marolt  | Stati Uniti |
| ?    |              |             |

#### Slalom gigante
| Pos. | Atleta     | Nazione     |
| ---- | ---------- | ----------- |
| 1    | Jim Gaddis | Stati Uniti |
| ?    |            |             |
| ?    |            |             |

#### Slalom speciale
| Pos. | Atleta       | Nazione     |
| ---- | ------------ | ----------- |
| 1    | Bill Barrier | Stati Uniti |
| 2    | Dave Gorsuch | Stati Uniti |
| ?    |              |             |

#### Combinata
| Pos. | Atleta       | Nazione     |
| ---- | ------------ | ----------- |
| 1    | Dave Gorsuch | Stati Uniti |
| ?    |              |             |
| ?    |              |             |

### Donne

#### Discesa libera
| Pos. | Atleta        | Nazione     |
| ---- | ------------- | ----------- |
| 1    | Sharon Pecjak | Stati Uniti |
| 2    | Linda Meyers  | Stati Uniti |
| ?    |               |             |

#### Slalom gigante
| Pos. | Atleta       | Nazione     |
| ---- | ------------ | ----------- |
| 1    | Tammy Dix    | Stati Uniti |
| 2    | Linda Meyers | Stati Uniti |
| ?    |              |             |

#### Slalom speciale
| Pos. | Atleta       | Nazione     |
| ---- | ------------ | ----------- |
| 1    | Linda Meyers | Stati Uniti |
| ?    |              |             |
| ?    |              |             |

#### Combinata
| Pos. | Atleta       | Nazione     |
| ---- | ------------ | ----------- |
| 1    | Linda Meyers | Stati Uniti |
| ?    |              |             |
| ?    |              |             |